# Entorno sintético

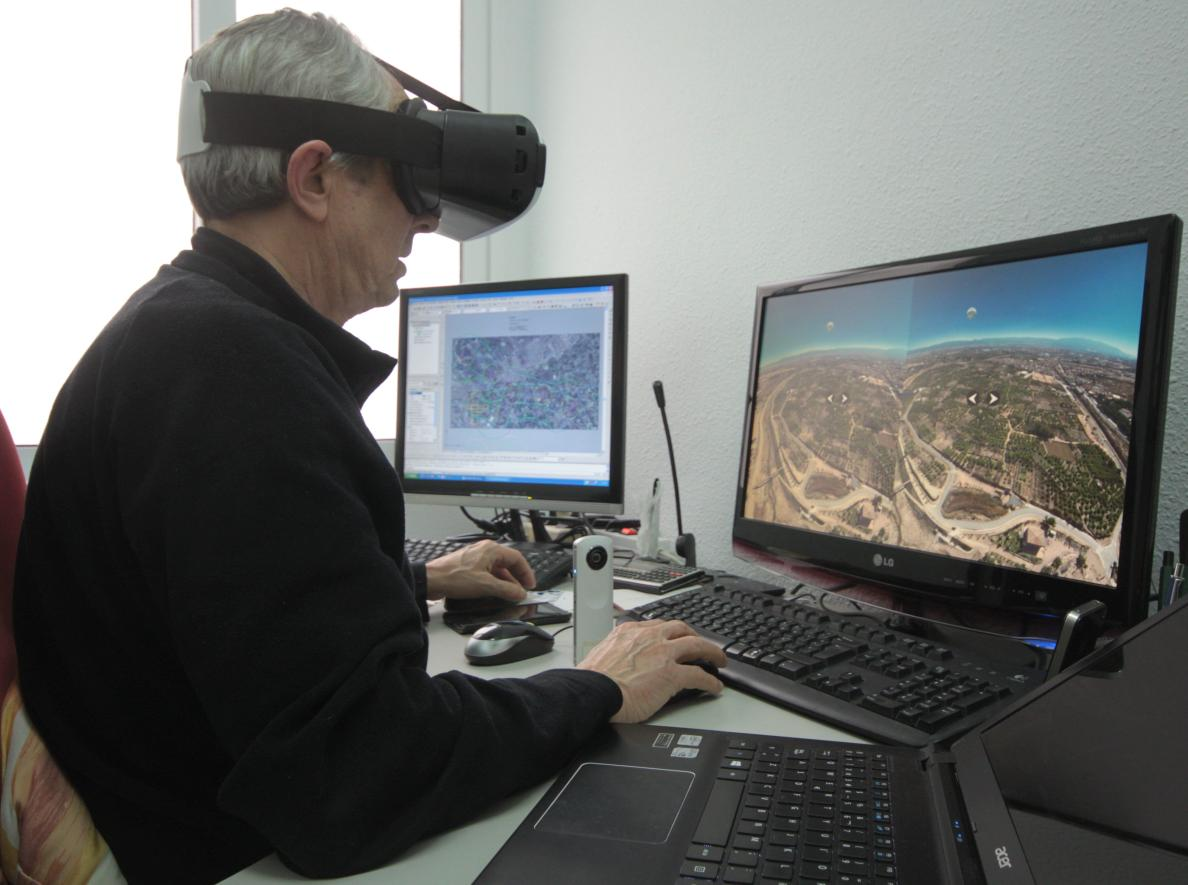
GeoVR Design Cabinet

Un entorno sintético (ES) es una simulación computacional que representa actividades con un alto nivel de realismo, desde la simulación de ambientes bélicos a una amplia gama de actividades, desde el comercio electrónico hasta la visualización de datos.

Estos entornos o ambientes pueden ser creados en una única computadora o sobre una vasta red distribuida, conectada en modo local y/o con redes de área extendida, siendo aumentada la simulación a través de efectos superrealistas especiales y modelos conductuales precisos.
El entorno sintético permite la visualización y la inmersión en el entorno o ambiente simulado, en el que el operador humano es transportado a un entorno interactivo por medio de dispositivos que muestran señales a los sentidos del operador y dispositivos que detectan diversas acciones del operador.
Este entorno sintético también es utilizado para describir el entorno virtual, la teleoperación y la realidad aumentada, incluyendo en su definición cualquiera de los siguientes términos:
- sistemas de teleoperador
- sistemas de entorno virtual
- sistemas de realidad aumentada

## Historia
Para conocer los inicios de los entornos sintéticos hay que remontarse al origen de la realidad virtual, iniciándose en la Segunda Guerra Mundial, momento que la Marina de Guerra de los Estados Unidos se pone en contacto con el Instituto de Tecnología de Massachusetts para la creación de un simulador de vuelo apto para el entrenamiento de pilotos de bombarderos. Este proyecto se conoce por el nombre de Whirlwind. Ocho años más tarde la Fuerza Aérea de los Estados Unidos retomó el proyecto bajo el nombre de “Claude Project”, con la particularidad de que también se le dio un uso civil a esta tecnología 3D.
En la década de los 60 aparece el Sensorama, un simulador multi-sensorial que inventa Morton Heilig. Se trataba de una película pregrabada en color y estéreo, en la que se le añade un sonido binaural, con olor, viento y con experiencias añadidas de vibración en el asiento. En los años 70, en 1975, Myron Krueger crea el Videoplace, un nuevo proyecto basado en las siluetas de los usuarios capturados por las cámaras y que se proyectaban en una gran pantalla. En los años 80, en la Universidad de Carolina del Norte, se diseñó una nueva aplicación de arquitectura para que pudiera ser recorrida y visualizada virtualmente, construyéndose varios dispositivos RV para conseguir los efectos deseados.
En los años 90 aparece la realidad aumentada, enriqueciendo las experiencias anteriores, a través, entre otros recursos, del HMD (del inglés head-mounted display) o casco de realidad virtual transparente, superponiéndose objetos de realidad virtual a objetos reales, nuevo sistema que empezó a usarse con objetivos militares, con la finalidad de entrenar la vista de los pilotos de caza y, gracias a su gran potencial, la realidad aumentada se convirtió en el centro de muchos proyectos de investigación como los destinados a mejorar la visión humana.

## Divisiones de ES
Un entorno sintético se puede dividir en los siguientes aspectos:
- Entorno sintético natural: estos son campos de datos que cambian con el tiempo y el espacio, representando el clima, meteorología, terreno, océanos, espacio, etcétera.[7]
- Entorno sintético humano: centrado en el objetivo de la comunidad de investigación de VE, para la realización de figuras humanas animadas, diseñadas principalmente para la representación de estructuras específicas en un ambiente humano como edificios, puentes, y caminos.[8]
- Entorno sintético psicológico: diseñador para crear sistemas que promueven comportamientos deseables y limitan los peligros o comportamientos improductivos. Representación de influencias psicológicas sobre individuos y/o grupos basados en la demografía y otros factores culturales.[1]

## Tipos de experiencias en entornos sintéticos
Dentro del entorno sintético se pueden crear diferentes tipos de experiencias, pudiéndose diferenciar, atendiendo a los medios utilizados, tres tipos de realidades dentro del EA:
- Realidad virtual o RV: el usuario se sumerge  por completo en una realidad artificial aislado de la realidad real. Suele ser necesario gafas y auriculares.[10]
- Realidad aumentada o RA: utiliza el entorno real junto a elementos virtuales. Se utiliza en diversos campos, como por ejemplo en la educación.[11]
- Realidad mixta: utiliza la RV y la RA permitiendo sumergir al usuario tanto en un contexto virtual como real, experimentando variedad de situaciones.[11]

Se distingue entre “Entornos Virtuales" o "Sistemas de Realidad Virtual”  y lo que se denomina “Sistemas de teleoperación”. Otros autores definen otro tipo de sistemas sintéticos, los simuladores. En el caso de los simuladores están más ligados al sistema físico sobre el que se interactúa, mientras que en la Realidad Virtual el sistema está más ligado al operador humano.

#### SEAS
Se trata de una experiencia en entorno sintéticos desarrollada por la Universidad de Purdue. SEAS (Synthetic Environment for Analysis and Simulations) ha sido utilizada por los departamentos de defensa y seguridad de EE. UU. para simular crisis en el territorio. El sistema permitía desarrollar modelos o técnicas en un entorno públicamente conocido, realista y detallado. Podía tratar informaciones como noticias recientes, datos del censo, indicadores económicos, eventos climatológicos conjuntamente con información de la inteligencia militar.
A partir del SEAS, se desarrollaron diversos proyectos:
- Info War: el propósito de este juego era demostrar la factibilidad de combinar elementos cuantitativos y cualitativos dentro de una única simulación interactiva de extremo a extremo. El juego fue desarrollado conjuntamente por el Instituto de Análisis de la Defensa (IDA por sus siglas en inglés) y la Krannert School of Management de la Universidad de Purdue, y se basaba en el SEAS. IDA contribuyó con elementos relacionados con la seguridad nacional y aspectos bélicos del juego, mientras que Purdue contribuyó con elementos relacionados con la economía y los entornos de negocios así como sus interacciones.[13]
- PC: en el entorno sintético SEAS se creó una economía sintética que representaba la industria del PC y se trabajaba con 3 tipos de agentes: los fabricantes de ordenadores, los distribuidores y los clientes (empresas de negocios). Los agentes humanos representaban a los fabricantes y los distribuidores, mientras que miles de agentes artificiales representaban los roles de clientes. Se analizaron diferentes estrategias como la aproximación más lenta a los mercados, más rápida, vender a un mercado objetivo, expandir la marca o servir de manera más desordenada.[13]

#### Single Synthetic Environment/Digital Twin
Este proyecto, «Entorno Sintético Único/Gemelo Digital», ha sido desarrollado por CAE (Canadian Aviation Electronics). Propone la generación de un entorno sintético a nivel nacional para la mejora de toma de decisiones de los gobiernos aprovechando la combinación de las tecnologías más potentes de la era digital. Este entorno pretende ser una réplica y una integración de todos los elementos más relevantes de desarrollo vital a una escala tan grande y con una complejidad tal que representa como vive y se desarrolla un determinado país.
Se distinguen tres tipos de capas:
- La capa física describe el territorio incluyendo modelos complejos de construcciones de todo tipo, incluidas infraestructuras.
- La capa humana da la posibilidad de conocer la situación real de cada individuo en un momento dado a partir de la ubicación de su teléfono móvil y deducir hacia donde se mueve, replicando unos patrones concretos de comportamiento, y a esa información añadirle otras informaciones como modelos de propagación de pandemias.
- La capa mental permite saber qué le preocupa a la población y cual es el sentimiento mayoritario, accediendo a todas las formas de redes sociales.[14]